# 史考特·威廉·卡特
史考特·威廉·卡特（英語：Scott William Carter）是一位美國科幻文學、奇幻文學、青少年與兒童文學作家。

## 人物簡介
卡特出生在明尼蘇達州與在奧勒岡州的威拉米特谷成長。在他成為一位職業作家之前，卡特擁有一家書店，也同時擔任滑雪教練和電腦訓練師。在他決定要成為一位全職作家時在之後四晚後關閉罐裝食品的輸送帶。
卡特進入奧勒岡大學學習，在1994年畢業，獲得英語藝術的學士。他已婚並且是兩個孩子的父親，有一個女兒和一個兒子。